# 豊洲市場

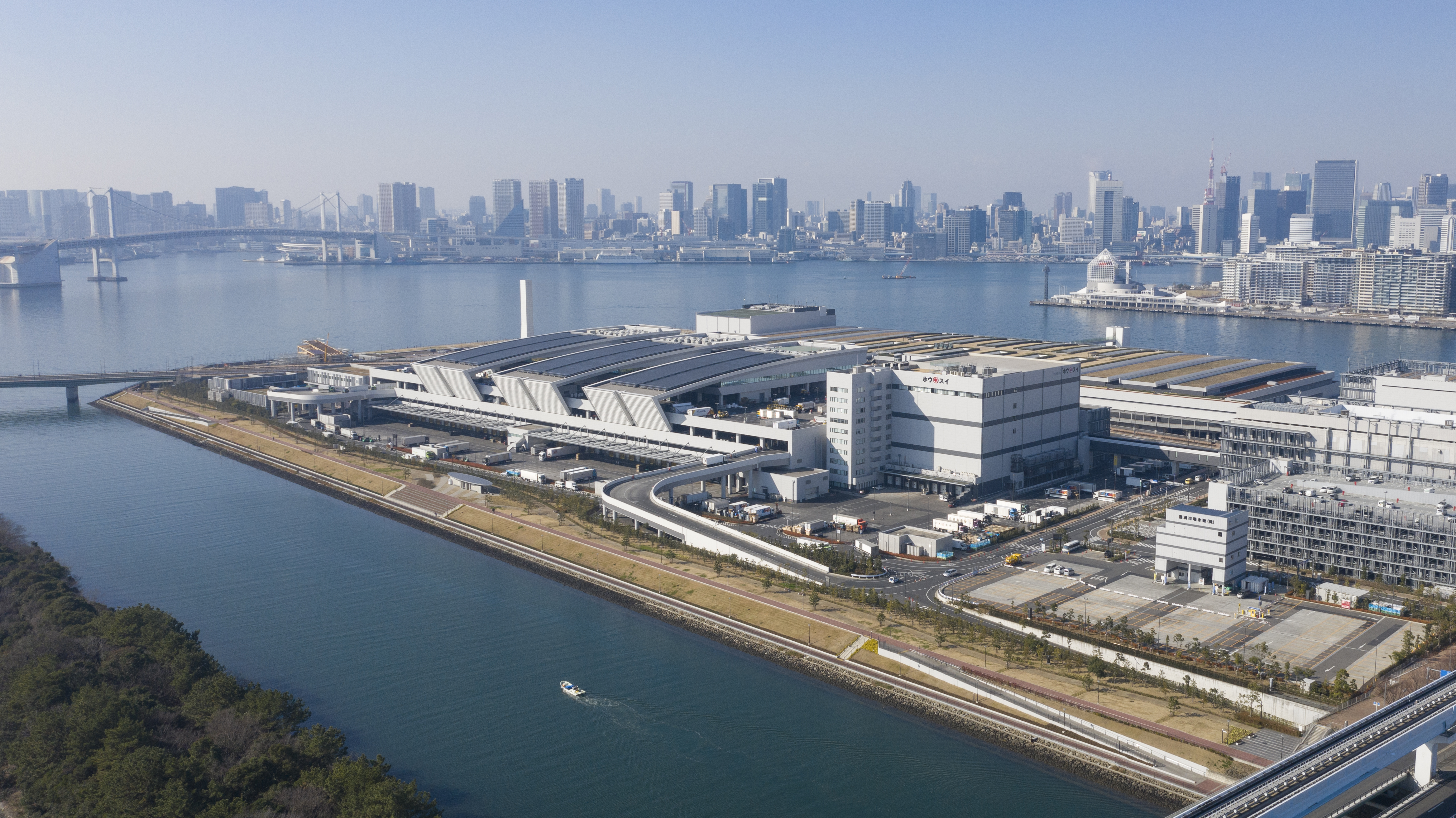
豊洲市場（2020年1月撮影）

豊洲市場（とよすしじょう）は、東京都江東区豊洲六丁目にある公設の卸売市場で、都内に11か所ある東京都中央卸売市場の一つ。築地市場（中央区築地）の代替施設として建設された。2018年9月13日に開場記念式典が行われ、同年10月11日に取引を開始した。
競りの見学やイベント、物販・飲食店舗については小売・飲食店関係者以外の一般消費者や観光客も利用できる。

## 背景
築地市場は1987年まで汐留駅から引き込み線が場内に敷かれるなど、鉄道輸送を前提に設計されており、現代のトラック輸送には十分に対応できず建て替えが必要と言われていた。東京都は、銀座などに近いという立地の良さと土地の広さなどを鑑み、2014年を目処に江東区豊洲への移転を検討していた。東京都側と築地市場業界との協議機関として、新市場建設協議会が設置され、2004年7月には『豊洲新市場基本計画』が策定された。
移転先予定地は東京ガスの施設が立地していた土地で、土壌汚染が発覚した。地中から検出された鉛、ヒ素、六価クロム、シアン、水銀、ベンゼンの6種類の有害物質が国の環境基準を超えており、発癌性物質であるベンゼンにいたっては局地的ではあるが、国の基準の43,000倍である。こうした安全・衛生面や移転に伴う経費等の負担への不満、築地に対する愛着を抱く一部仲卸などにより、移転反対運動が行われていた。安全面での対応としては、2012年度より豊洲新市場土壌汚染対策工事およびそれに関する技術者会議を行っている。
築地市場の取扱量が減少傾向にあることも指摘された。築地での建て替えを求める「現在地再整備」案が1999年に浮上したが、業界との調整難航や費用の増大で白紙化された。
なお、築地市場でも敷地の土壌汚染が確認されている。このほか地下には第五福竜丸によって水揚げされた、水爆実験で被曝したマグロ（当時「原爆マグロ」と呼ばれた）が埋められている問題が存在している。
土壌汚染対策のために開場時期は何度も延期された。2014年12月17日、新市場建設協議会は2016年11月上旬に開場し、築地に代わる新市場として発足する事を正式に決定。その後、開場日は11月7日とすること、名称を「豊洲市場」とすることが決定した。しかし、新たな土壌汚染問題の発覚などを理由に、2016年8月31日に小池百合子都知事が開場を延期することを表明し、複数回の調整を経て開場日は2018年10月11日となった。
なお、前述の通りトラック輸送による搬出入がメインに考えられているが、築地市場時代と同じく海上輸送にも対応しており、市場北側の晴海運河南岸（豊洲ぐるり公園隣接）に全長150m級の桟橋が整備され、搬入が可能となっている。

## 施設
環二通りと東京都市計画道路補助第315号線の交差点を中心に5街区、6街区、7街区の3地区に分けて建設された。敷地面積約40万7千m2、延床面積約51万7千m2。東側の5街区に青果棟（地上3階建）、西側の6街区に水産仲卸売場棟（地上5階建）、南側の7街区に水産卸売場棟（地上5階建）および管理施設棟（地上6階建）が配置されている。管理棟には、築地市場にあった約3000冊の資料を所蔵する「銀鱗文庫」も移管された。
また水産業者などから信仰される魚河岸水神社（すいじんじゃ、本殿は神田明神境内）の遥拝所も、築地市場から豊洲市場敷地内へ遷座された。
市場の各施設を隔てる道路の交差点北東方にはゆりかもめ東京臨海新交通臨海線の市場前駅があり、歩行者デッキで各街区と連絡される。

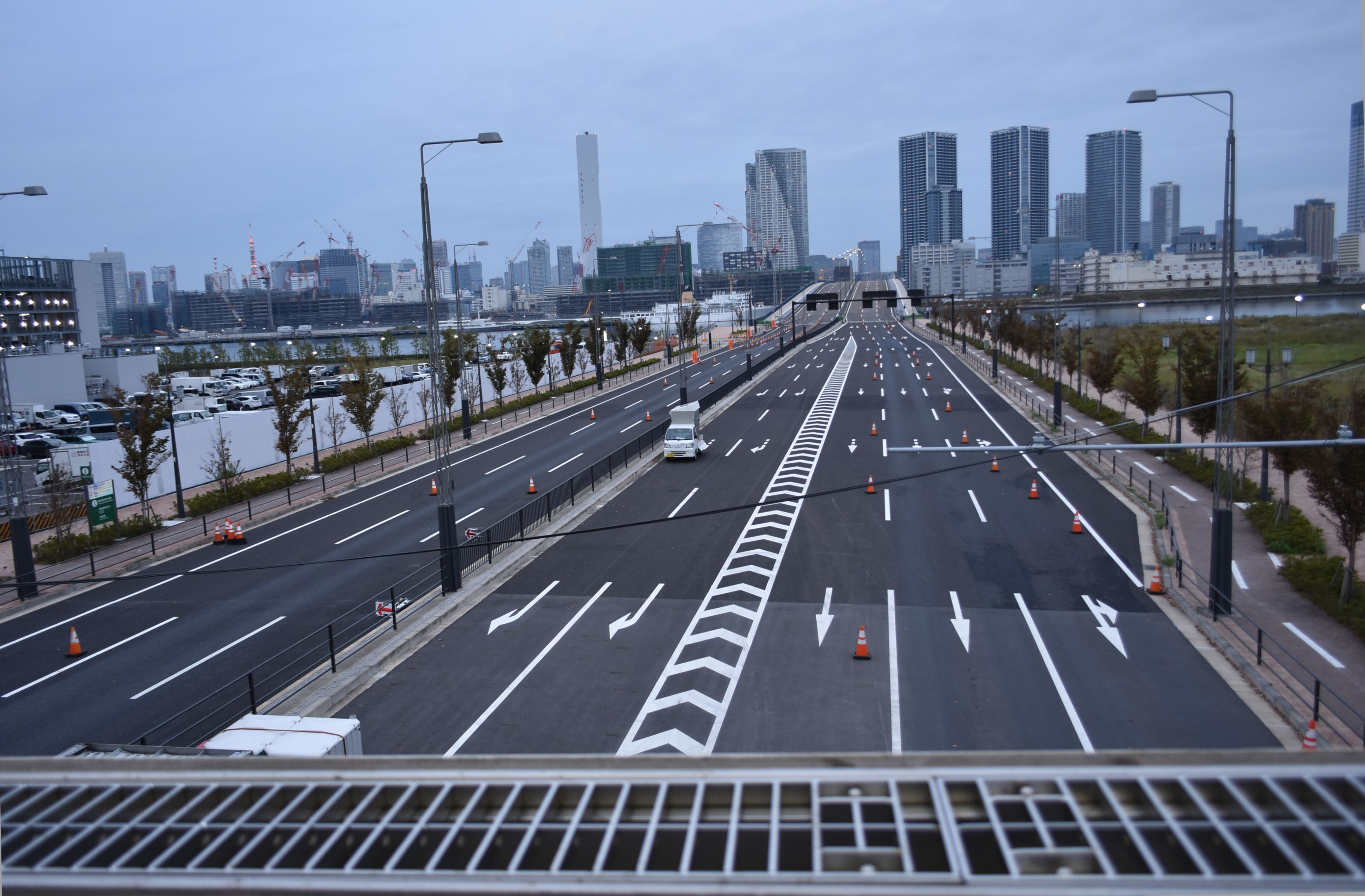
「環二通り」北側、晴海方面を見る（2018年10月15日撮影）
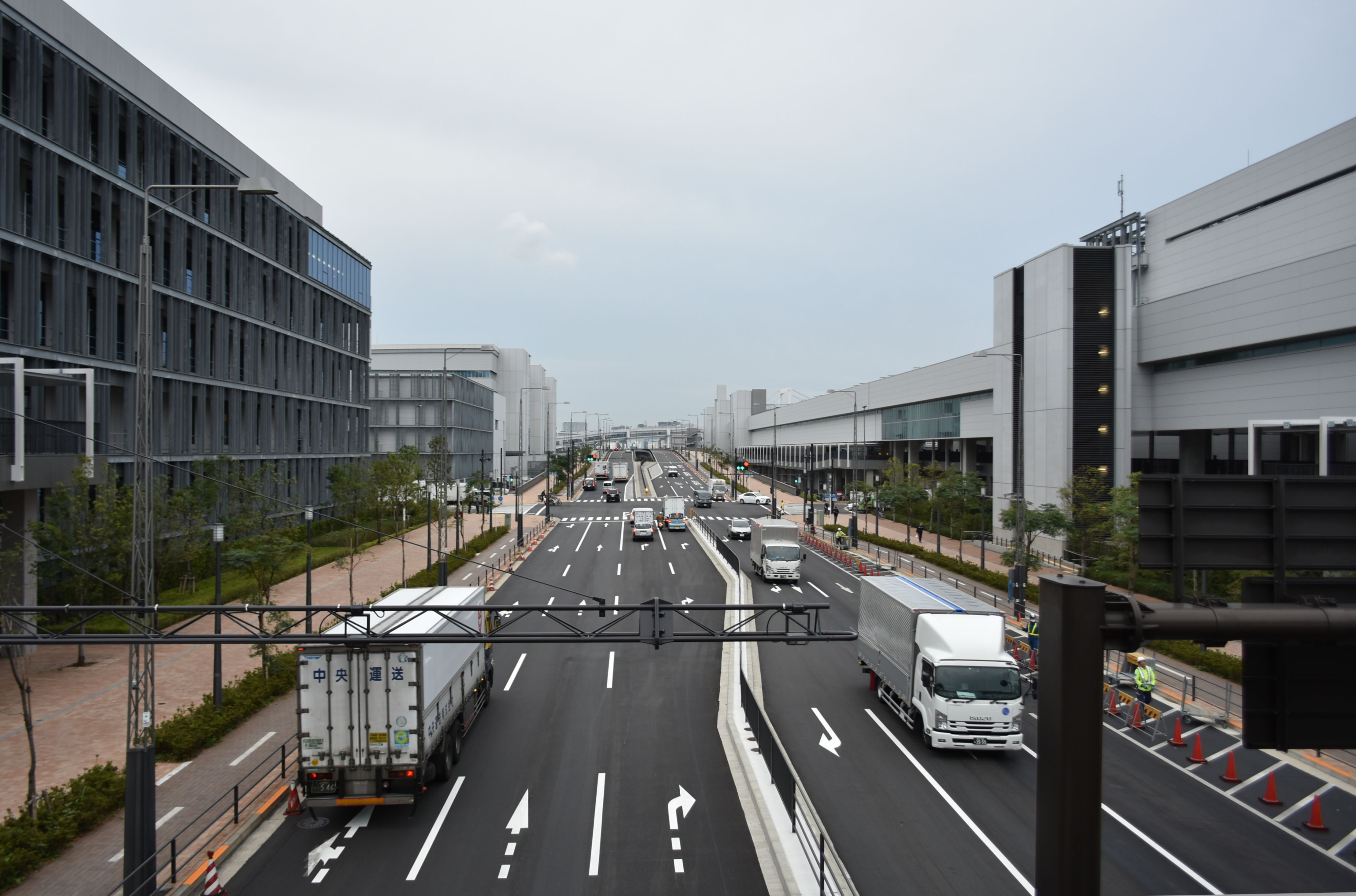
「都道484号線」西側、左側「管理施設棟」、右側「水産仲卸売場棟」（2018年10月15日撮影）
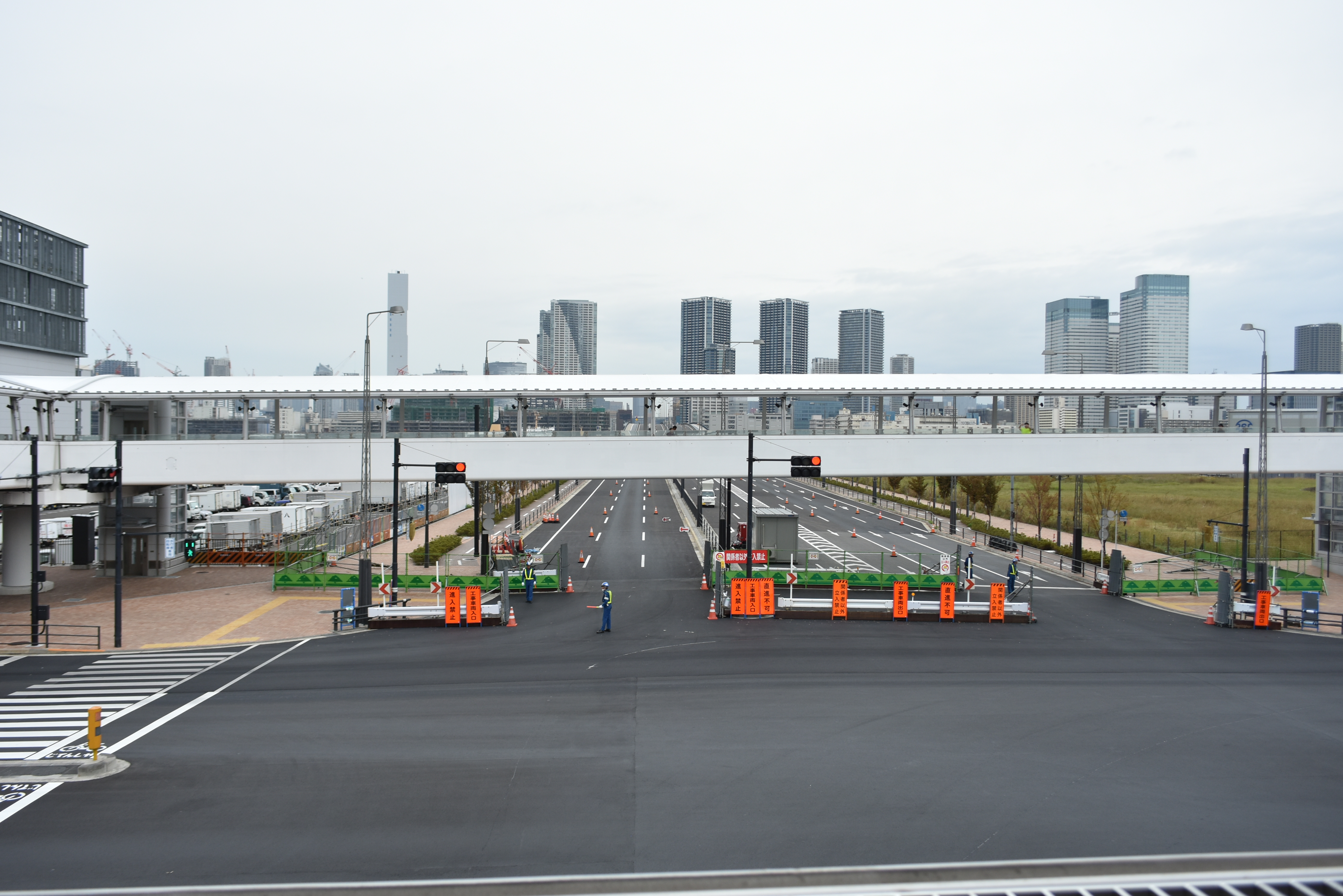
「環二通り」上の見学者通路、北側の晴海方面を見る（2018年10月15日撮影）
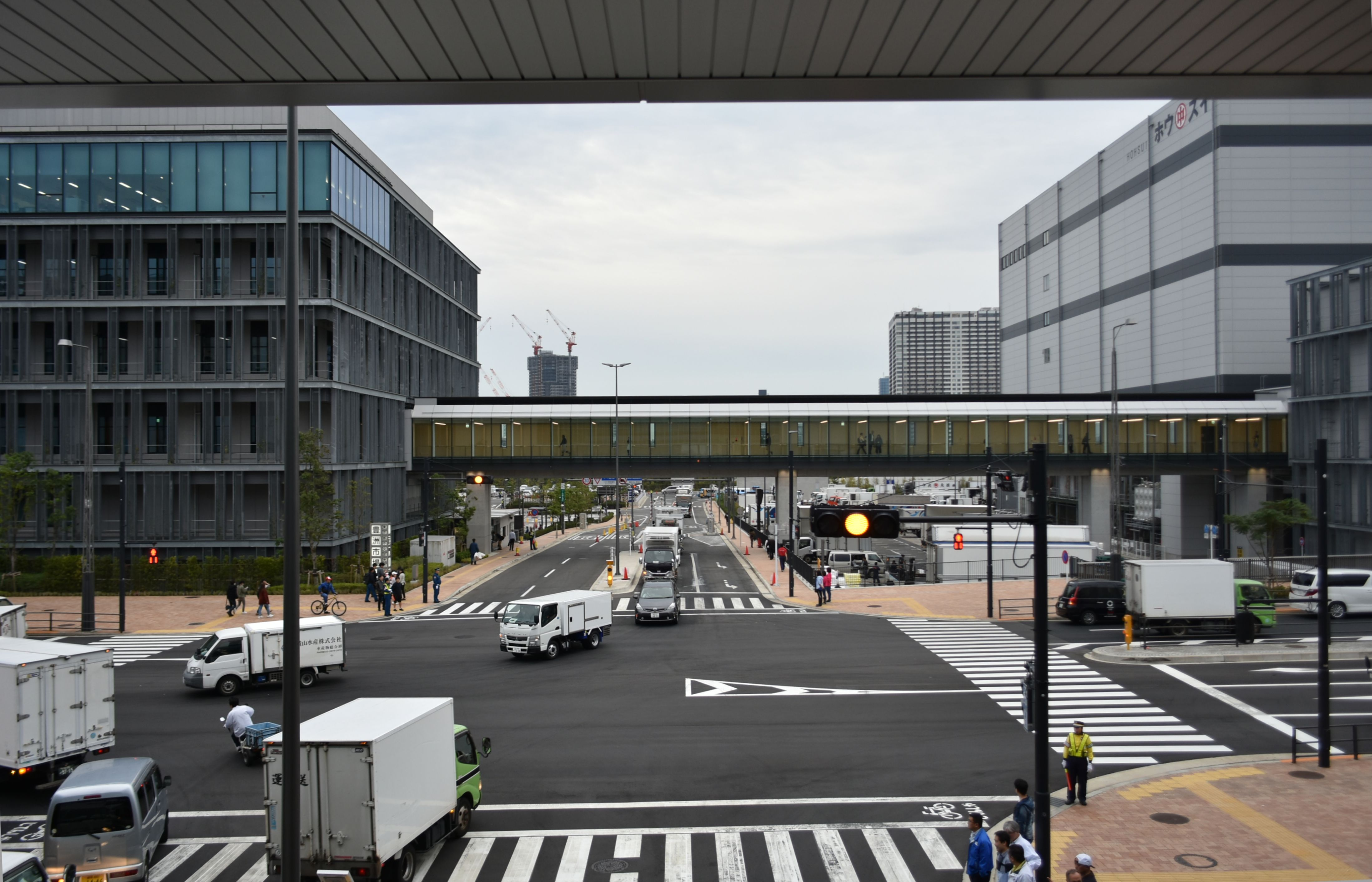
「環二通り」上の見学者通路、南側の有明方面を見る、1階は市場正門南（2018年10月15日撮影）
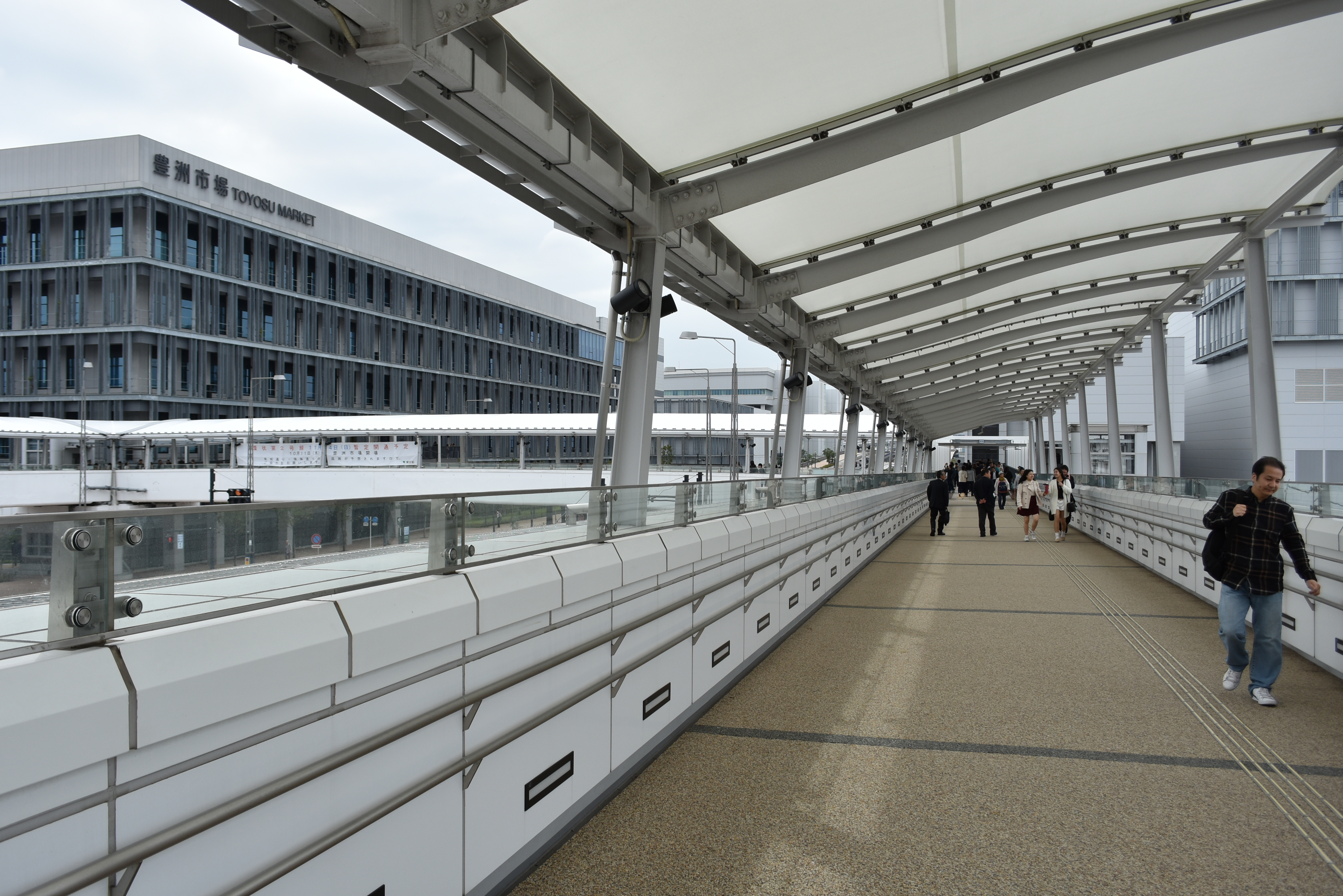
市場前駅より見学者通路を「水産仲卸売場棟」に進む（2018年10月19日撮影）

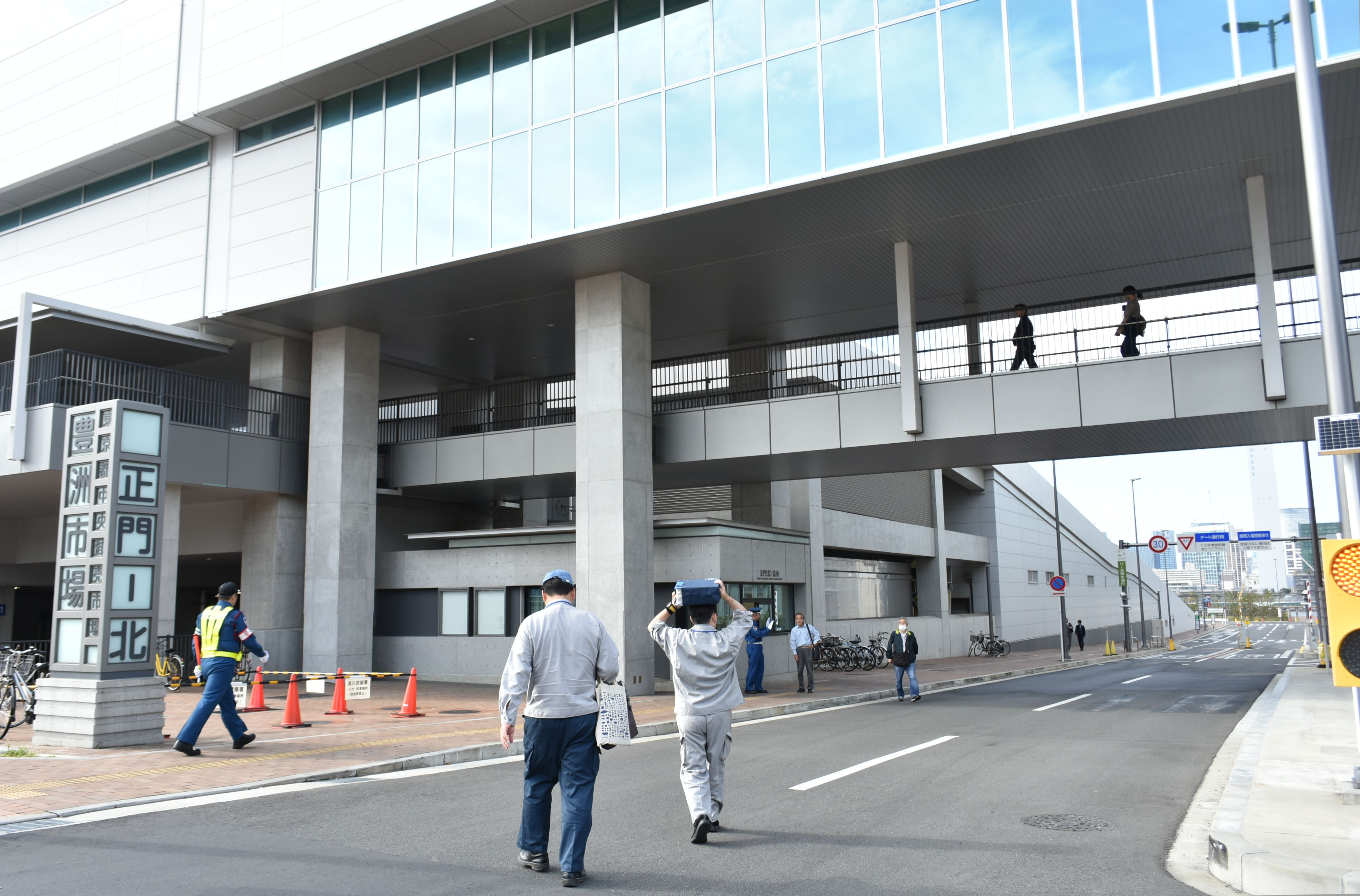
「水産仲卸売場棟」1階の豊洲市場正門北（2018年10月24日撮影）
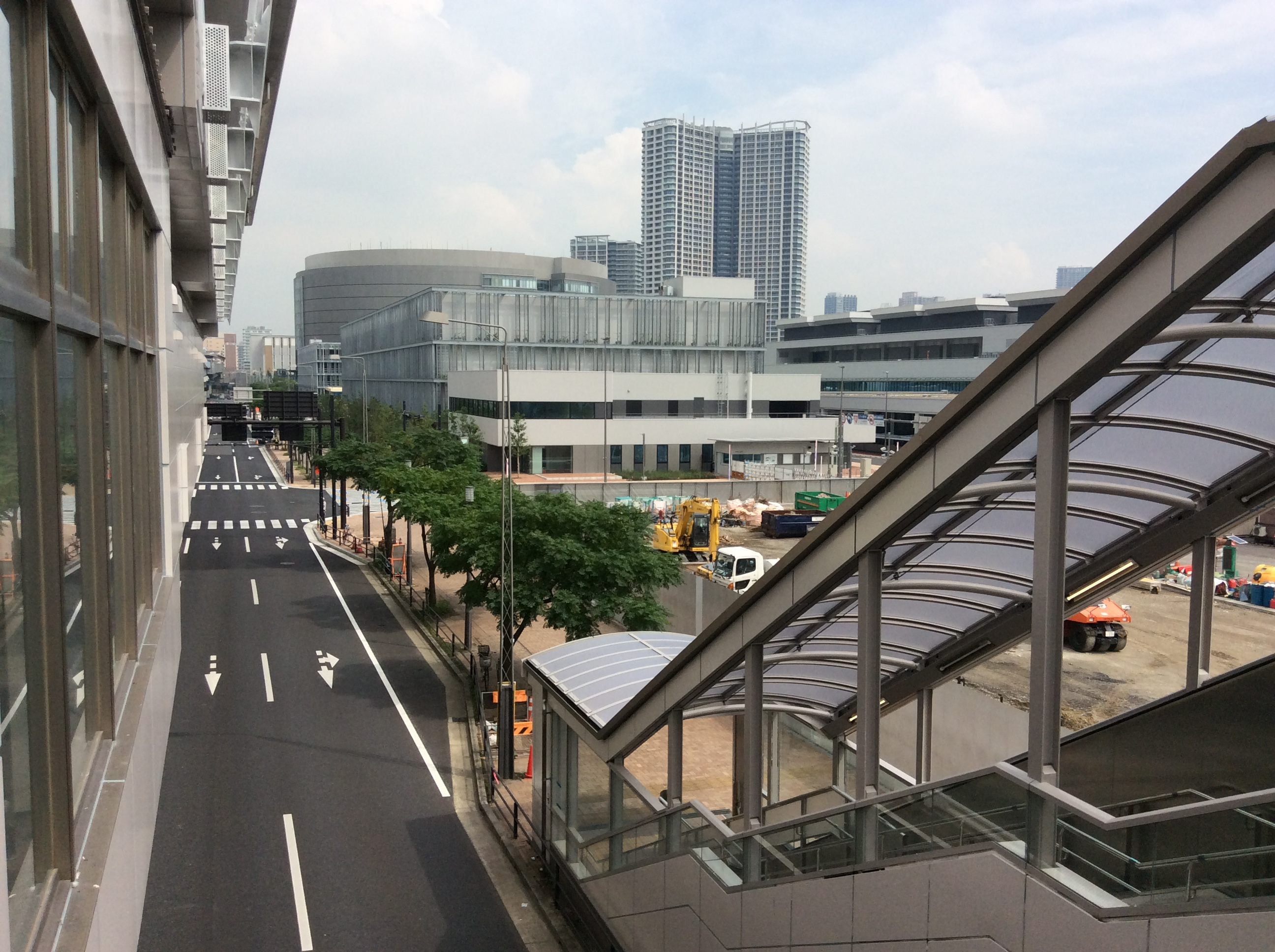
市場前駅より5街区「小口買参棟」を見る（2016年9月26日撮影）
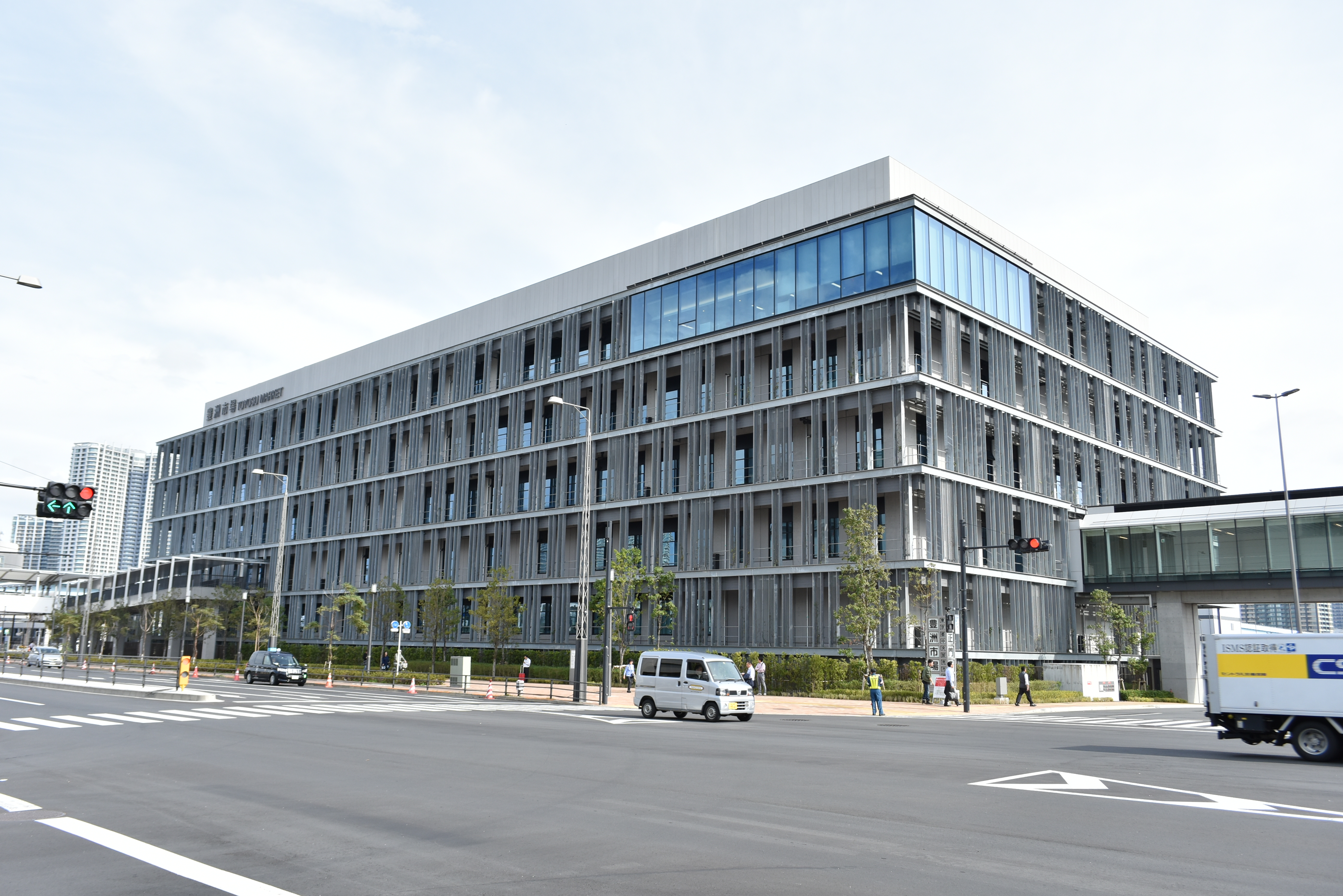
「水産仲卸売場棟」前より「管理施設棟」を見る（2018年10月24日撮影）
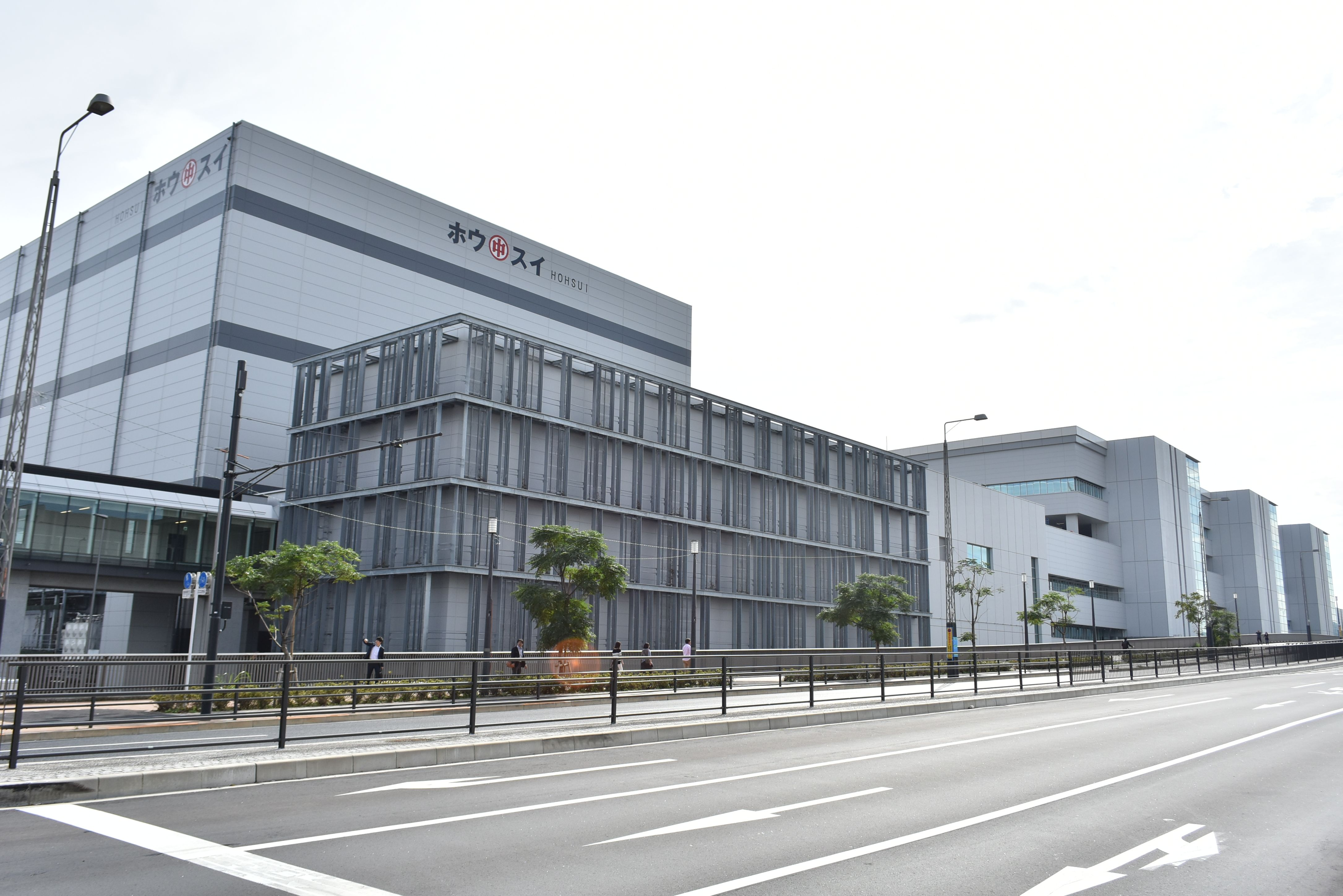
「水産仲卸売場棟」前より「水産卸売場棟」を見る（2018年10月24日撮影）
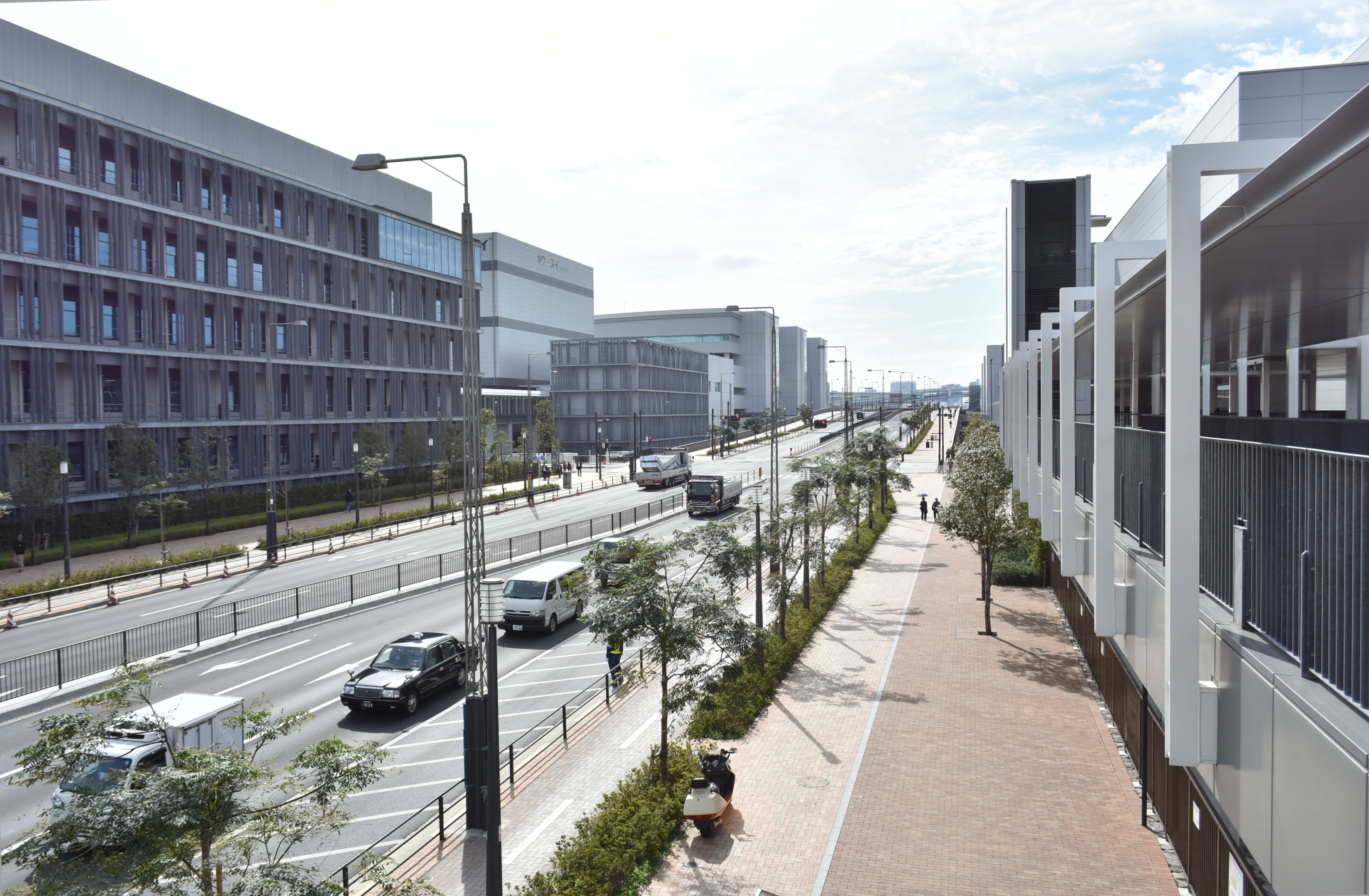
豊洲市場「水産仲卸売場棟」の見学者通路より手前「管理施設棟」と奥「水産卸売場棟」を見る（2018年10月24日撮影）

### 街区
「街区」とは「街路に囲まれた」一区画を指す語で、豊洲地区においては本来都市計画上、平成23年の「江東区都市計画マスタープラン」のなかで豊洲5丁目の一部と6丁目を1~8街区に分けて整備計画を示したものである。こうした中で、豊洲市場（仮）整備地として想定された5、6、7街区がそれぞれ街区ごとに用途を区分して整備された（5街区が青果事業者および青果関連事業者、6街区が水産仲卸業者、7街区が水産卸業者および管理施設）ことから、建設業者や都当局、場内事業者らも各街区の呼称を用いるようになり現在に至る。市場内の区画区分ではないため豊洲地区1~4街区や8街区は豊洲市場とは関連のない用途に供用されている土地である。

### 千客万来施設
交差点に隣接して、6街区と5街区に観光客を対象とした商業・観光施設「千客万来施設」が建設される。
2014年2月19日、大和ハウス工業（5街区の伝統工芸体験施設を担当）と「すしざんまい」を運営する喜代村（6街区の飲食店や温浴施設を担当）の2社へ運営を委託することを決定したが、2015年2月23日に大和ハウス工業が、同年4月28日には喜代村が辞退を申し入れた。
2016年3月4日、辞退表明をした2社に代わって万葉倶楽部が事業予定者として選定された（6街区のみ）。しかし、2017年6月に都知事の小池百合子が築地市場の再整備を行い、物流と食の観光拠点とすることを発表したことを受け、万葉倶楽部は採算が採れなくなることを理由に、撤退の意向を東京都に伝えた。その後、両者の協議により「千客万来施設」は再び整備される方向となり、2018年8月時点の東京都による江東区議会への説明では、2023年の開業が予定されていた（「万葉倶楽部#開発事業」も参照）。
延期になった千客万来施設開業までのにぎわい創出のため、東京都では豊洲市場周辺の段階的・重層的な賑わい創出のための事業を複数構想。千客万来施設用地を活用した取り組みを相次いで打ち出した。そのキックオフイベントとして2019年1月-3月まで、5街区の千客万来施設用地を活用して、さらに同年4月から2020年（令和2年）5月までは6街区の千客万来施設用地を活用して「豊洲市場Oishii土曜マルシェ」を開催。場内事業者や地元商店街らと連携したイベントを実施した。マルシェ事業はその後、隣接して開業したミチノテラス豊洲で行われる「豊洲場外マルシェ」に引き継がれた。
また、2018年（平成30年）12月、千客万来施設開業までのにぎわい創出のため、貸付期間を1年間毎として平成35年（2023年）までの更新する暫定的な事業として5街区の千客万来施設事業用地を活用した事業を方針策定し、事業者を募集。三井不動産により応札され、2020年1月24日「江戸前場下町」としてオープンした。同社がプロデュースし、リクリエーションズ株式会社が運営する。2023年11月、東京都などは江戸前場下町について千客万来施設（豊洲　千客万来）の開業に合わせ2024年1月30日で営業を終了すると発表した。
2023年2月9日、万葉倶楽部は施設を2024年2月1日に開業すると発表した。同年9月13日、万葉倶楽部は開業する施設の名称を「豊洲　千客万来」とすることを発表。「豊洲　千客万来」は豊洲市場の食材などが購入できる商業棟「豊洲場外　江戸前市場」と宿泊施設を併設した温浴棟の「東京豊洲　万葉倶楽部」で構成される。

### 施設の設計
水産仲卸売場棟、水産卸売場棟、青果棟の設計は日建設計が行っている。

### 施設の施工
豊洲市場の施工は以下の共同企業体(JV)が行っている。
- 水産仲卸売場棟 - 清水建設・大林組・戸田建設・鴻池組・東急建設・錢高組・東洋建設JV、
- 水産卸売場棟 - 大成建設・竹中工務店・熊谷組・大日本土木・名工建設・株木建設・長田組土木JV
- 青果棟 - 鹿島建設・西松建設・東急建設・TSUCHIYA・岩田地崎建設・京急建設・新日本工業JV

## 特徴
- 他市場への転配送施設を設置するなど、首都圏のハブ機能を確立する。
- 搬入から搬出までの一貫した物流システムを確立するなど、取引・物流両面の効率化を図る。
- 高度な衛生管理、よりよい品質管理が可能となる施設整備や体制作りを行うなど、安全・安心の市場作りを行う。
- 買い回りの利便性の向上及び商品や取引情報の提供など、顧客サービスを充実する。
- 環境負荷の低減、省エネ・省資源を実現する。
- 賑わいゾーンの設置や魅力ある都市景観に配慮するなど、街作りに貢献する市場とする。

以上、豊洲新市場基本計画より。
衛生・温度管理がしやすい屋内で荷物を積み下ろす閉鎖型施設にしたことで果実など青果物に関してはクレームが減り、駐車場や荷捌き場を拡張したことでトラック滞留時間が短縮できたと事業者から評価されている。一方で、開業1年後の時点では取引量拡大につながっていないとの指摘もある。

### 販促・イベント
2019年2月に青果棟卸売場内に調理設備を備えた「フレッシュラボ」が開業し、産品の販促などに使われている。

#### イベントの例
- 2019年（平成31年）2月9、10日 - 「世界料理学会 東京in豊洲」が開催された。日本料理の伝承をテーマに、料理人が調理技術や職人哲学を学び、海外との向き合い方、人材育成、料理人の「市場離れ」の危機感などの課題に取り組む。また、銀座に隣接する築地から、湾岸の豊洲への移転による影響など、新たな道を探る豊洲市場の課題にも取り組む。なお、「世界料理学会」は、2009年（平成21年）に北海道の函館市で設立されたが、豊洲市場での開催は豊洲市場青果連合事業協会が主催し、都との共催で実現した[41]。

## 諸問題

### 土壌汚染等
- 豊洲市場敷地は、1950年代に東京ガスによって埋め立てられて作られた土地で、1954年(昭和29年)～1988年(昭和63年)まで東京ガス豊洲工場があり[42]、土壌汚染があった。対策として、汚染された土を掘り出し浄化処理し、埋め戻した上で建築を進めた。2016年に東京都知事が小池百合子に代わった際、従来の説明と異なり、豊洲市場の建物地下に盛り土がされておらず空間になっていることが問題となった。
- なお、この空間には地下水が溜まっており、採取した水からシアン化合物が1リットル当たり0.1ミリグラム検出されたが、工事における塩ビ管カットの際に出るポリ塩化ビニル（PVC）が熱分解され水に反応した問題もある。シアンやベンゼン、ヒ素の地下水一リットルあたりの含有量が環境基準値を超えたことが問題とされたが、「調理したりするわけではないので有害物質が体内に入る可能性は低い」「環境基準は、毎日2Lの水を70年間飲み続けた場合に健康被害が出ることを防ぐための飲料水基準と同じに設定している。飲むわけでもない水に含まれる物質が、その値を一時的に超えたからといって慌てる必要はない。」との専門家等の意見もある。[43]上智大学の織朱實教授（環境法）は、「直接摂取する経路はないため科学的には問題ないが、食品を扱う市場なので、消費者の安心という面で課題はある」とする[44]。地下利用の設計が行われた可能性が高いのは、2011年3月から2011年6月の間とされている[45]。
- また、地下空間があることにより耐震性に疑義を持つ者も存在する[46]。またこの地下空間を地下ピットとの認識を持つ都議会議員等も存在する[47]。
- 東京電力福島第一原子力発電所事故を受けて来日していた米国ジョージア大学のチャム・ダラス教授が、都内各地の放射線量を測定した。その結果、各地で放射性物質は検出されたが、いずれも許容範囲内だった。しかし、新宿区西新宿の都庁前と江東区の豊洲でやや高い数値を検出。豊洲の数値が高い理由として教授は「第一原発ではなく以前の工業地帯時代に原因があると思われるが、いずれにせよ子供は注意したほうがいい」と語っている[48]。

### 建物の設計・配置
- 仲卸店舗の横幅は1.5mで、隣り合った店舗の間には間仕切りの壁がある。マグロを捌く包丁は刃渡り70-80cmで長さは1mほどあり、店内でマグロを捌くことが困難と報道される[49]。
- 床の耐荷重が700kg/m2しかなく、魚を入れた容器などを置くとすぐに超過してしまうとの主張があった[50]。その後の第2回「市場問題プロジェクトチーム会議」ではコンクリートの厚みが150㎜ではなく10㎜として誤って計算されていたことが判明した。また一区画分を全て水槽にしてシミュレーションしたとしても床は耐えられることが分かった[51]。
- 水産卸棟及び青果棟の一部のトラックバースにおいては、コールドチェーン実現のため冷蔵倉庫と同様にトラック後部から荷卸しする構造になっており、ウィング車の使用を想定していない[50]などと誤った指摘がなされることがある。実際にはウイング車はより広いトラック用駐車スペースに誘導され、そこからフォークリフト等で荷物の積み降ろしがされる運用となっている。

### 立地
銀座と徒歩圏内だった築地から移転したことで、小料理屋など現金で仕入れに来る小口客が激減したと、卸売業者から指摘されている。駐車場料金が高いという不満も多い。水産物取扱量は日本国内最大であるものの、2019年2月まででは、築地時代の前年同月を割り込む月が多い。その原因について、東京都は「現時点で特定は難しい」との見解である。

## アクセス
最寄り駅は、ゆりかもめ市場前駅。2006年に開業し、将来の新市場移転を見越して駅名が付けられた。
路線バスでは、新橋駅と築地市場を結んでいた都営バス「市01系統」が豊洲市場との往復に変更され、構内にバス停4か所が新設された。東陽町駅前を発着する「陽12-2系統」も豊洲市場を終点・始点とする。このほか、東陽町駅前と東京テレポート駅を結ぶ「陽12-3系統」（土休日のみ運行）、都営地下鉄森下駅と日本科学未来館を結ぶ「急行06系統」（土休日のみ運行）が市場駅前バス停に停車するほか、東京駅丸の内南口と有明ガーデン、東京ビッグサイトを結ぶ「都05-2系統」も豊洲市場を徒歩圏内とするバス停（新豊洲駅前）を停車する。
また、東京BRTの停留施設「豊洲市場前」（B03）が2023年4月に設置されたほか、2040年頃の開業を予定している都心部・臨海地域地下鉄で豊洲市場駅（仮称）の設置が検討されている。

## 所在地と周辺
- 江東区豊洲6丁目5・7街区及び6街区の一部。
- 市場施設周囲を取り巻く江東区立「豊洲ぐるり公園」は2017年7月に一部が先行開園、2018年4月に全面開園した[56]。
- 旧豊洲埠頭に位置し、対岸に晴海（中央区）、有明（江東区）がある。
- 豊洲市場予定地の2003年頃の写真は、「豊洲鉄鋼埠頭」を参照。

## ギャラリー

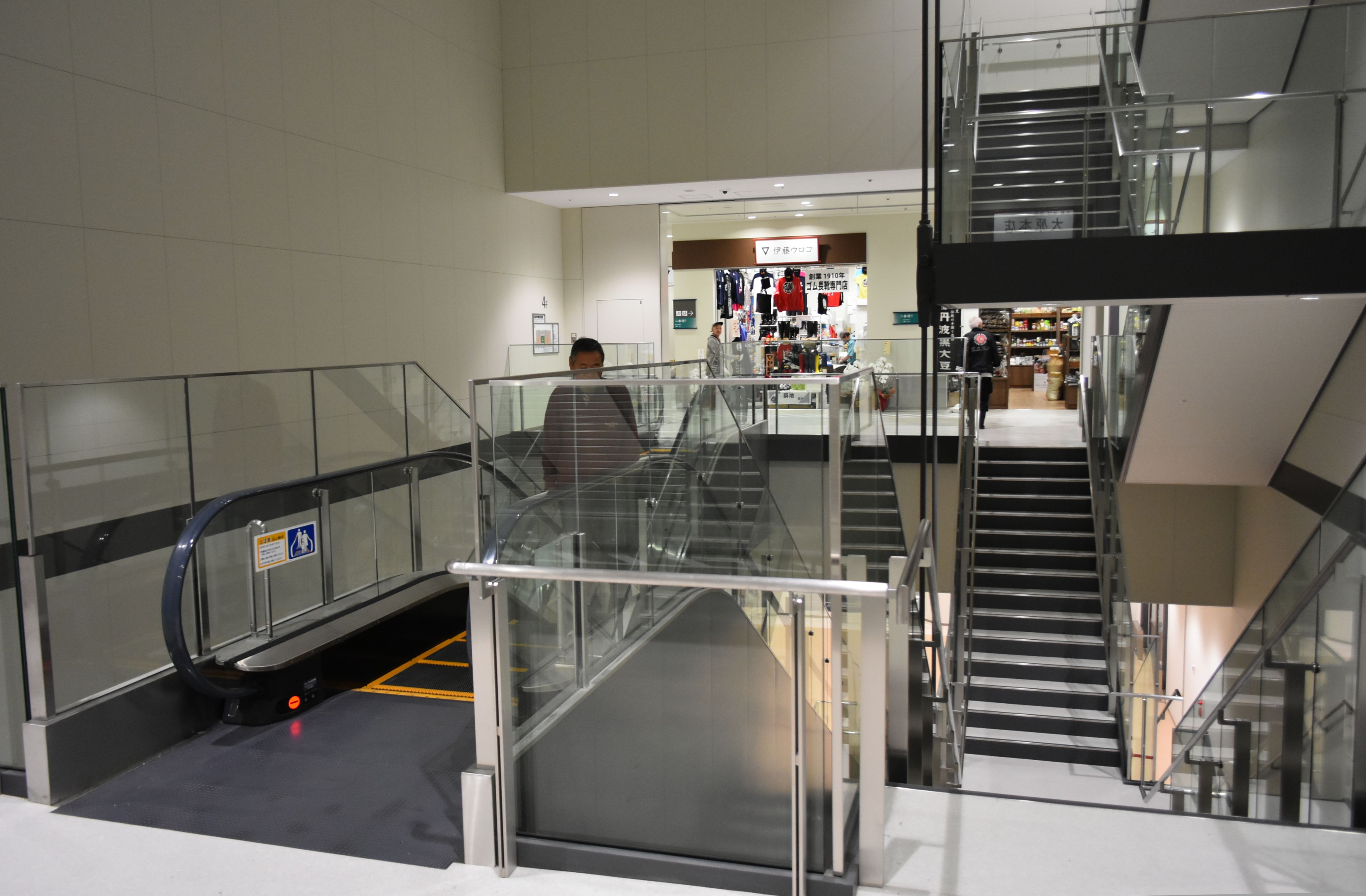
「水産仲卸売場棟」4階の階段（2018年10月15日撮影）
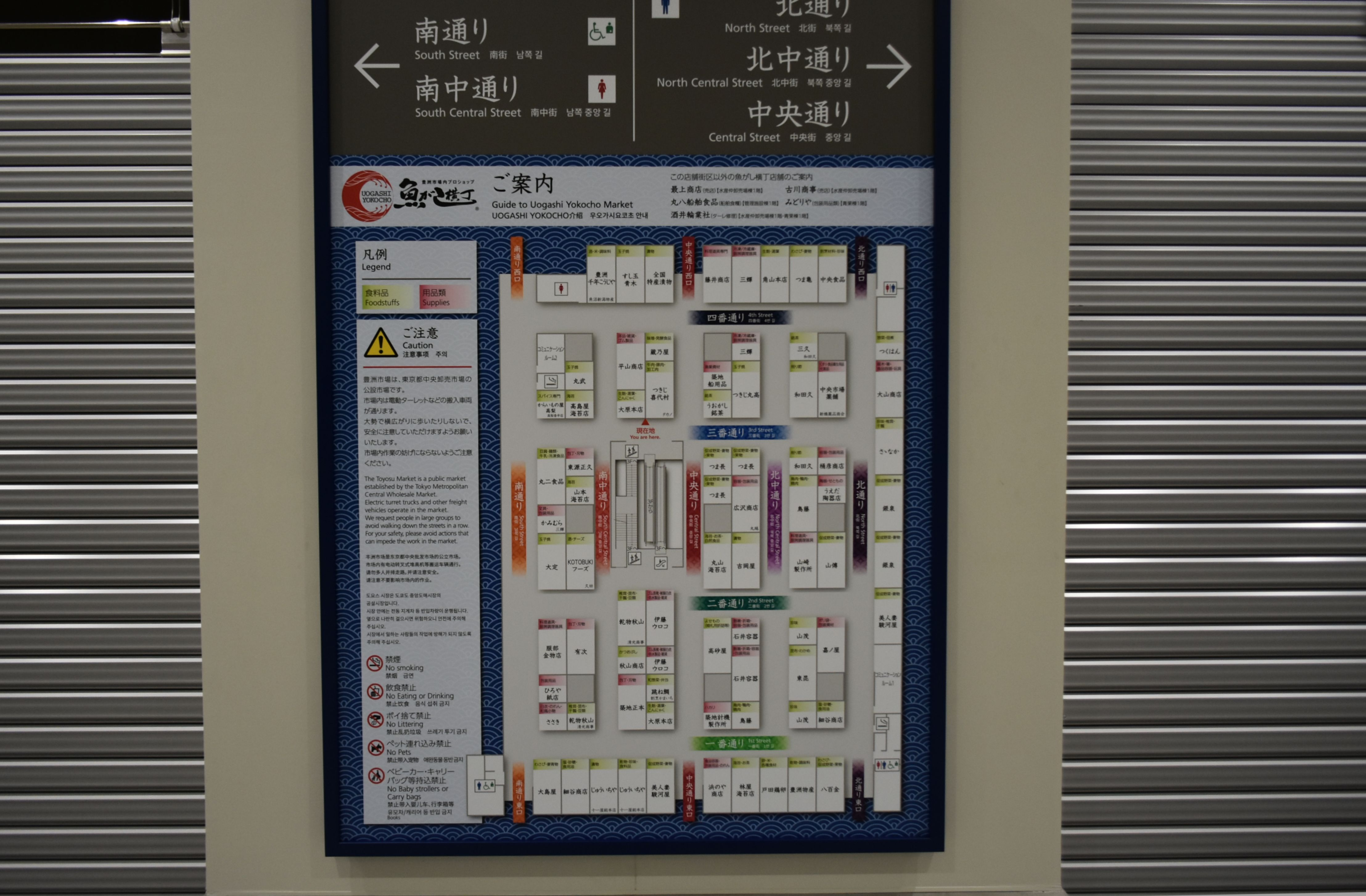
同左、4階の案内板（2018年10月15日撮影）
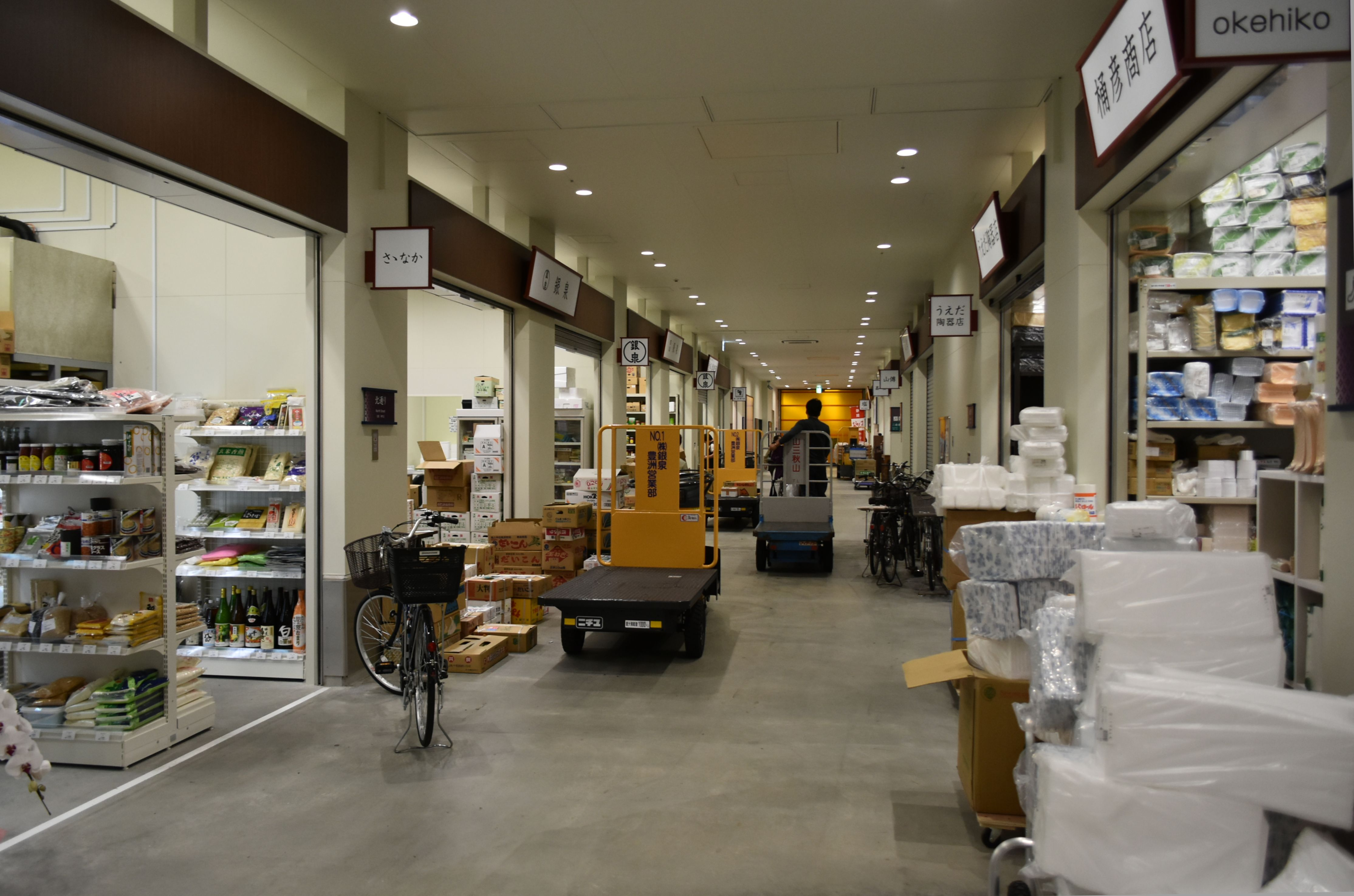
同左、4階の関連物販店舗（2018年10月15日撮影）
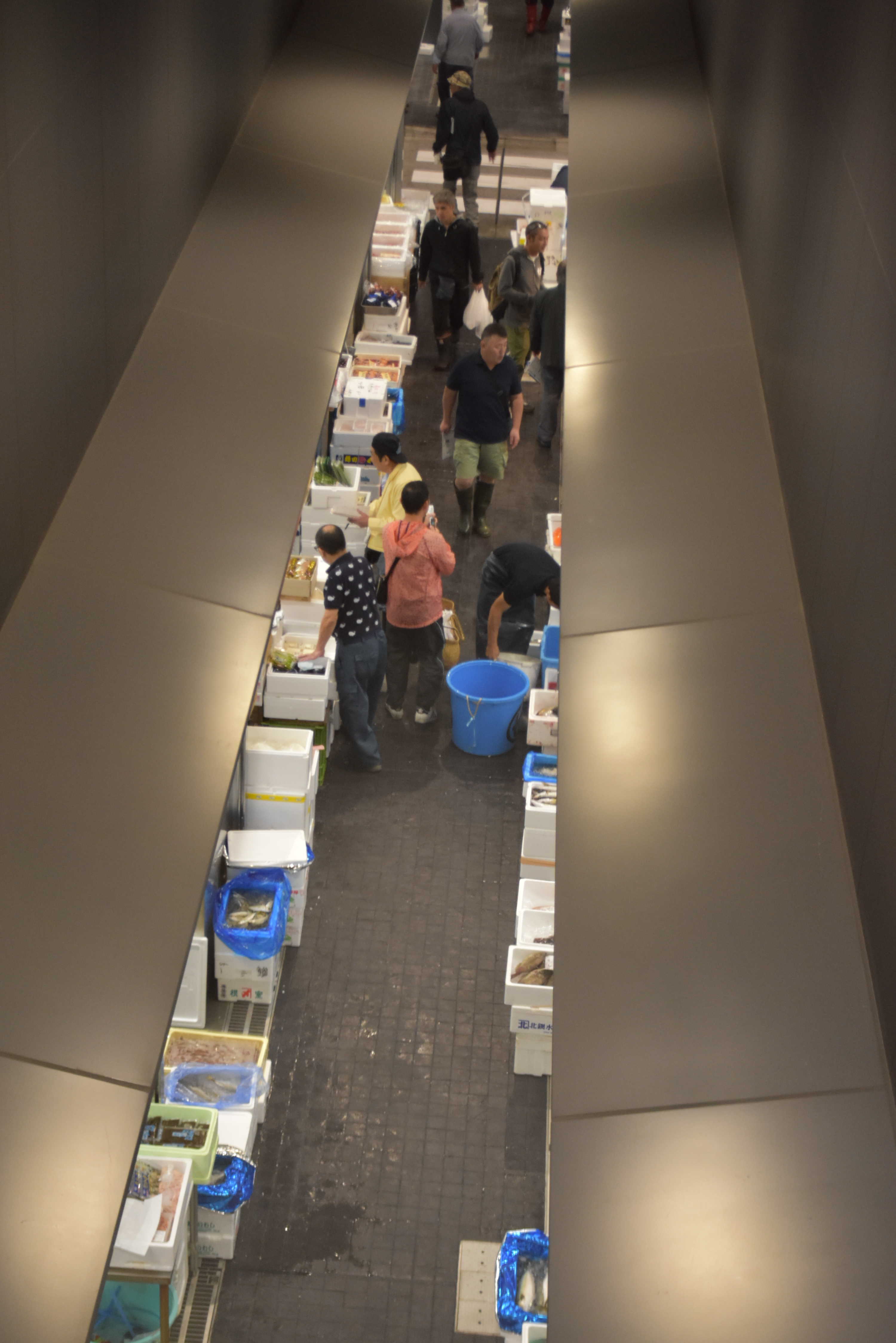
同左、4階から3階卸売店舗を見下ろす（2018年10月15日撮影）
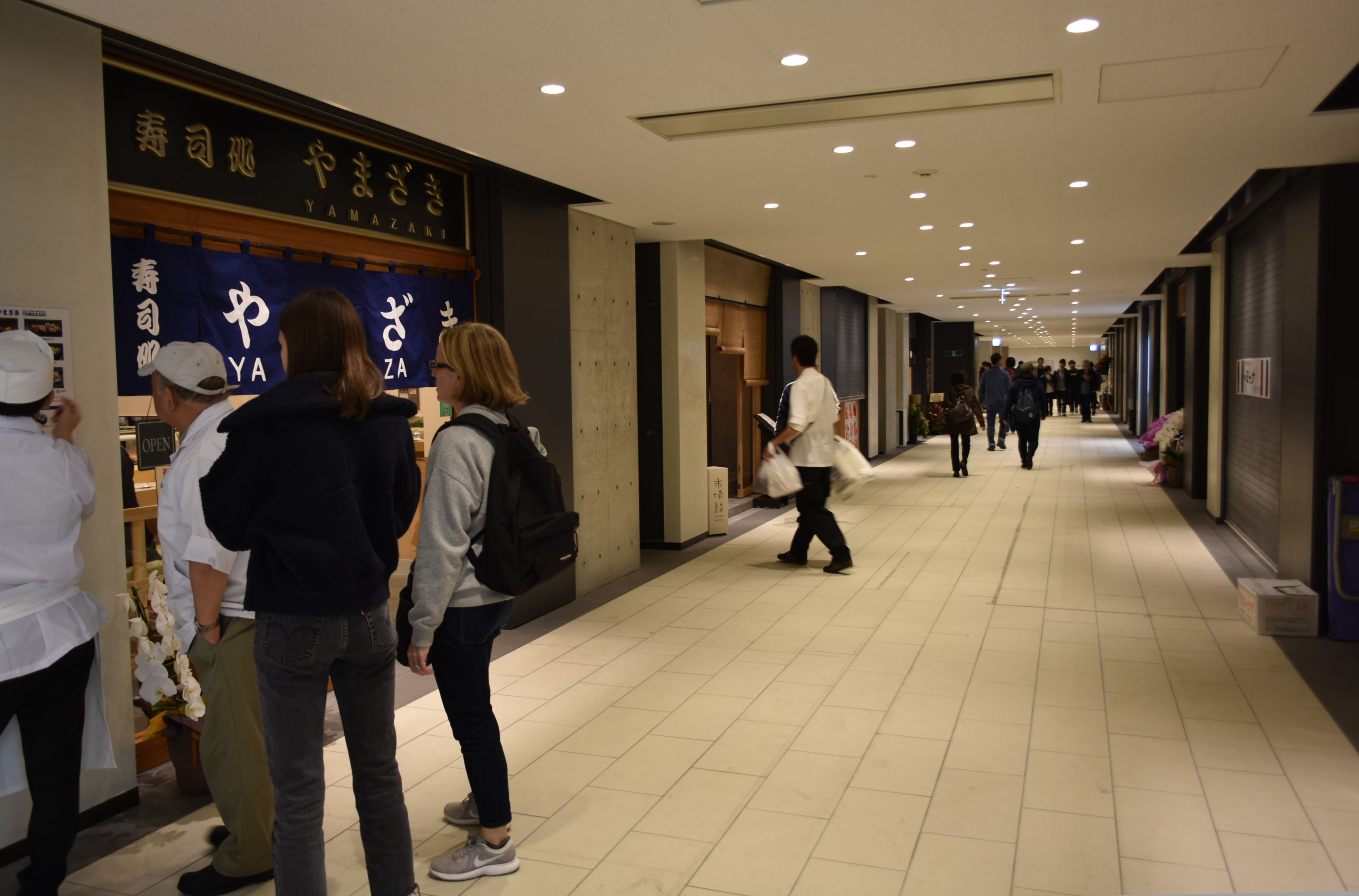
同左、3階の場内飲食店舗（2018年10月15日撮影）
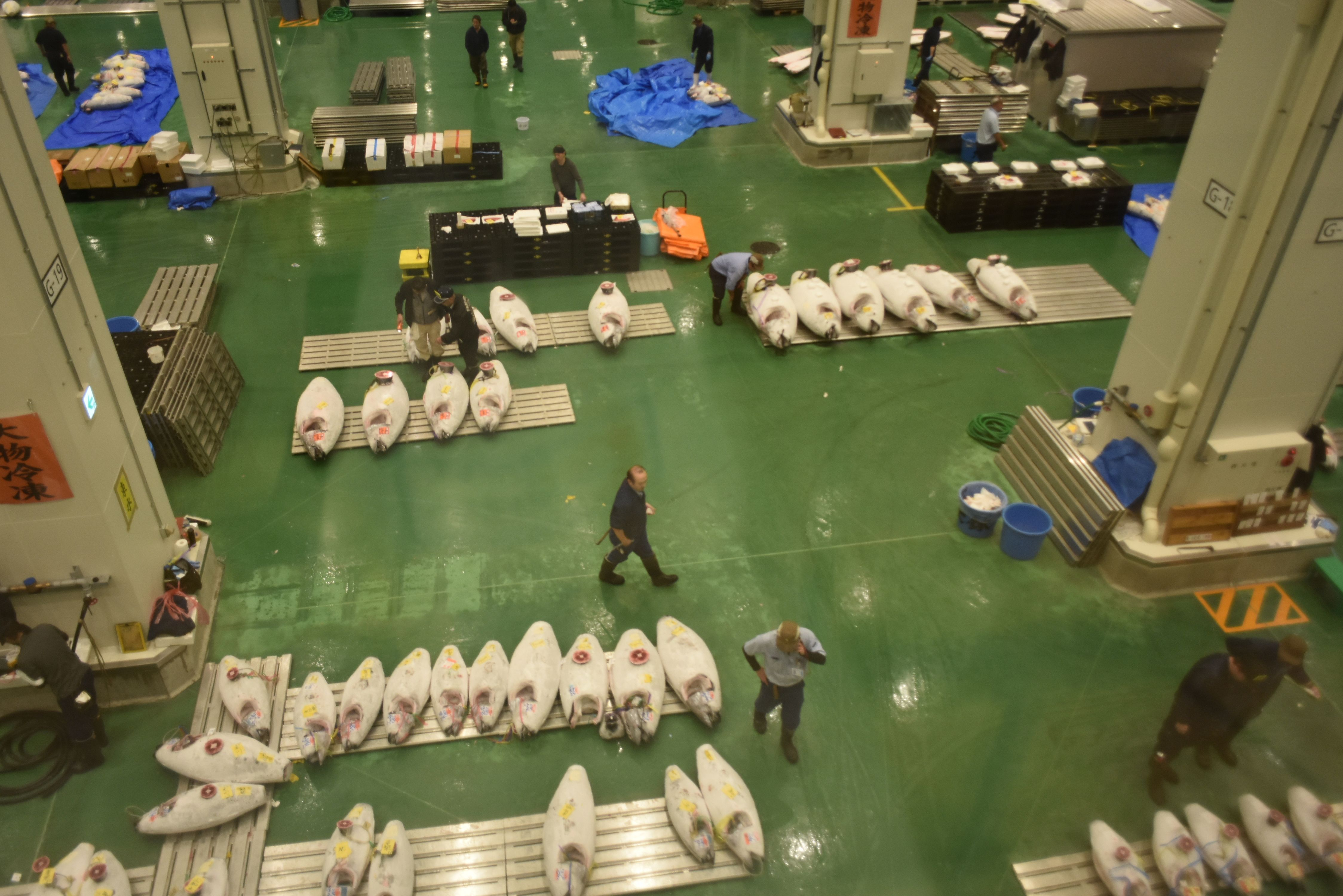
「水産卸売場棟」大物冷凍（2018年10月15日撮影）

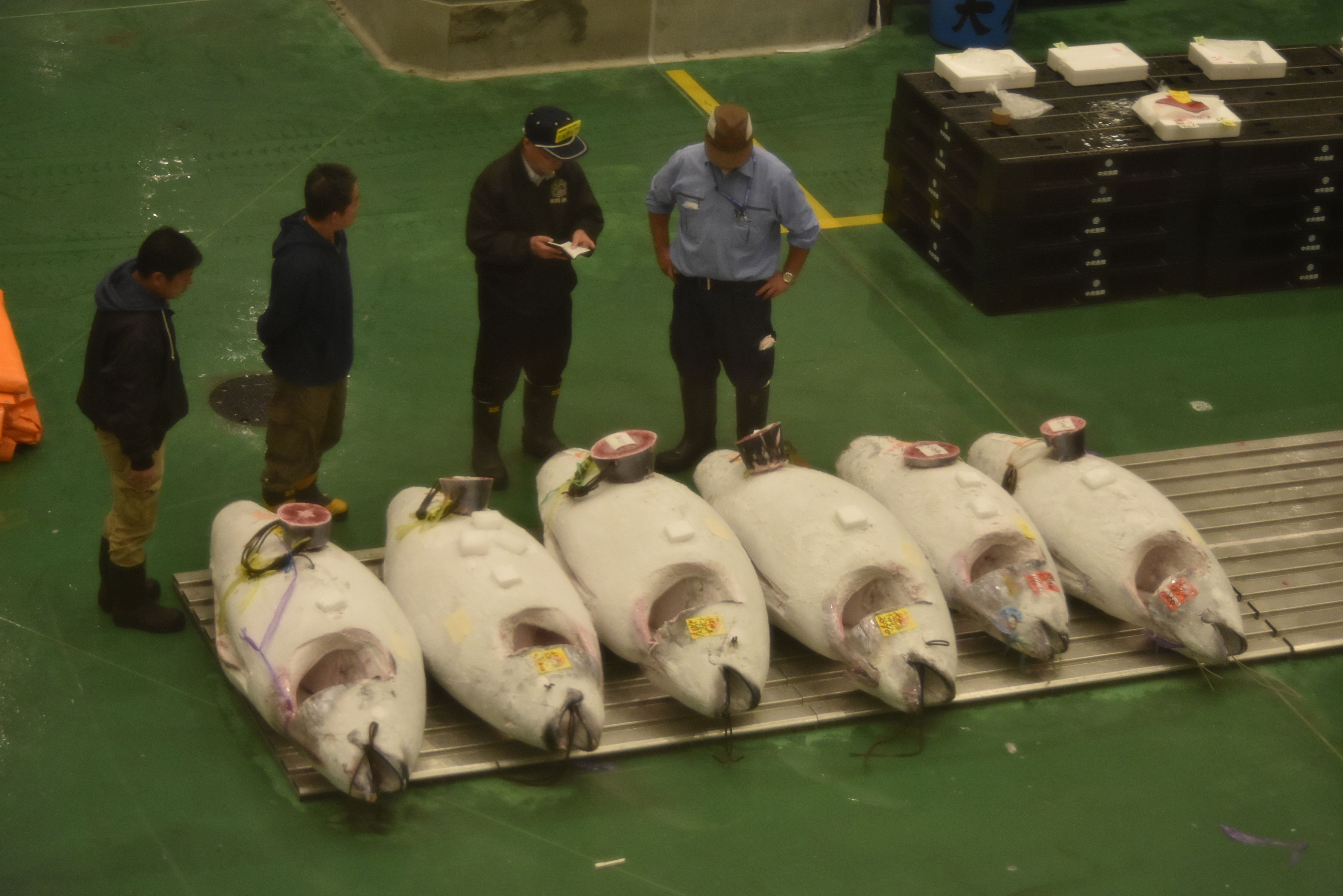
同左、大物冷凍（2018年10月15日撮影）
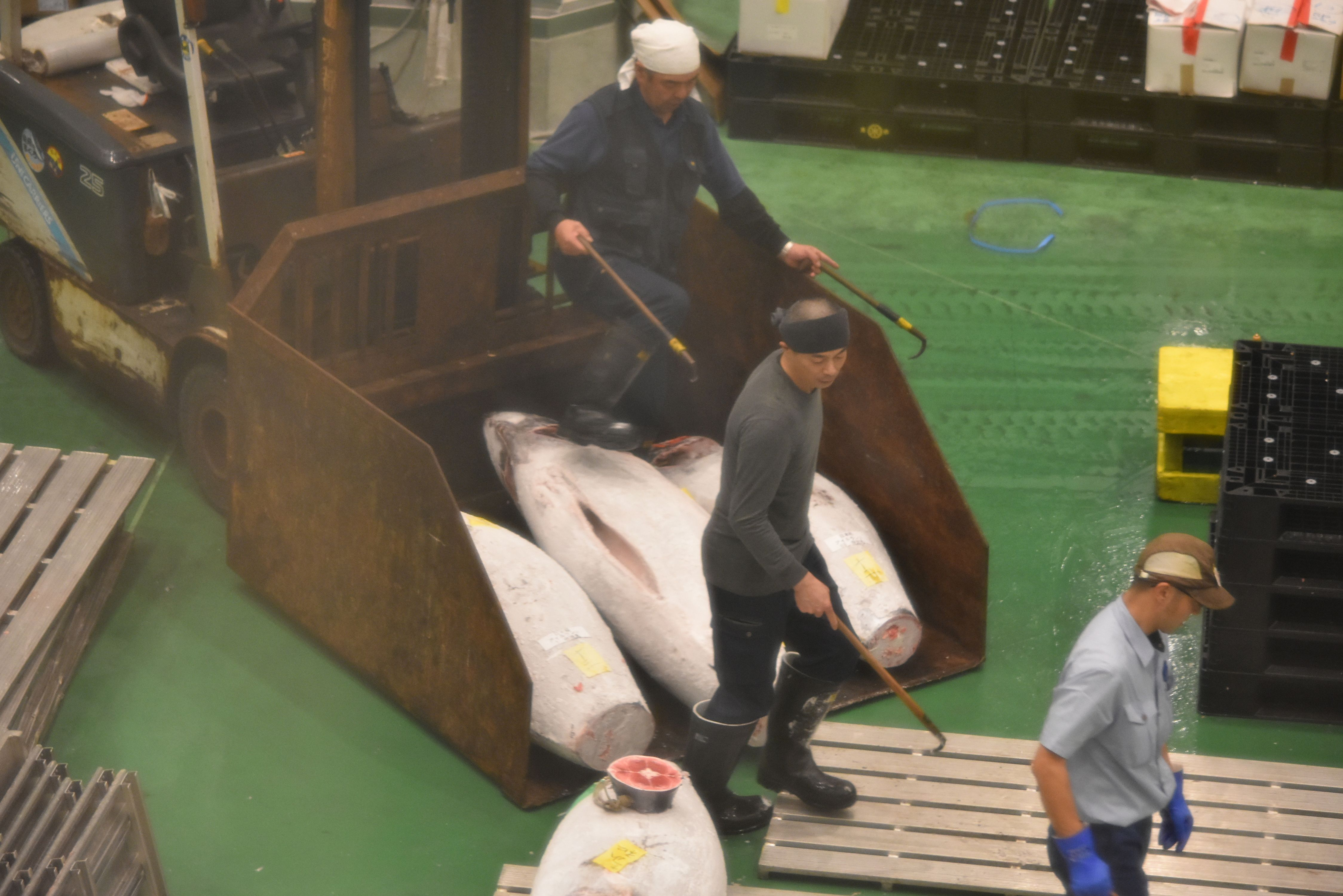
同左、大物冷凍搬出（2018年10月15日撮影）
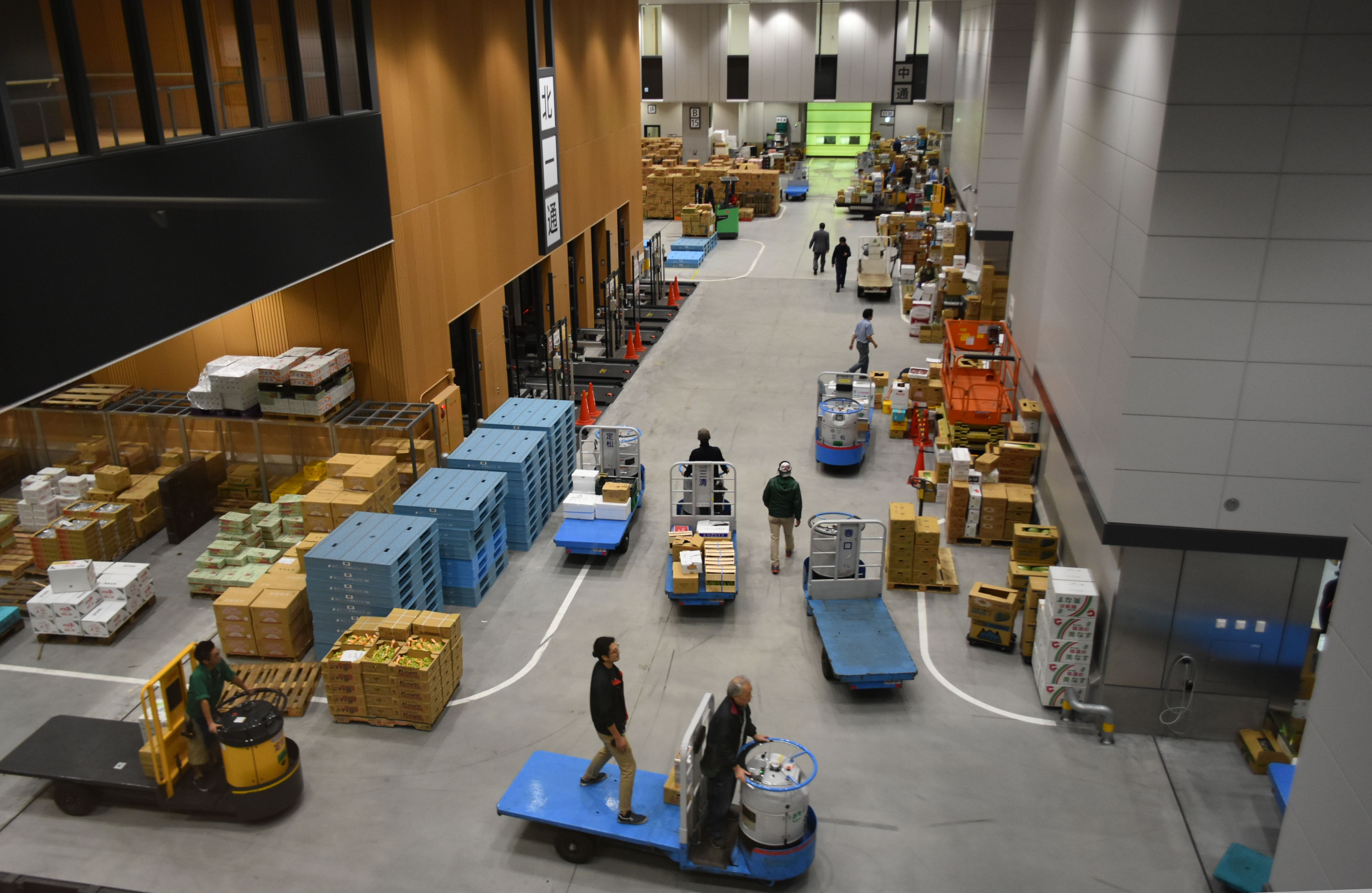
「青果棟」通路（2018年10月15日撮影）
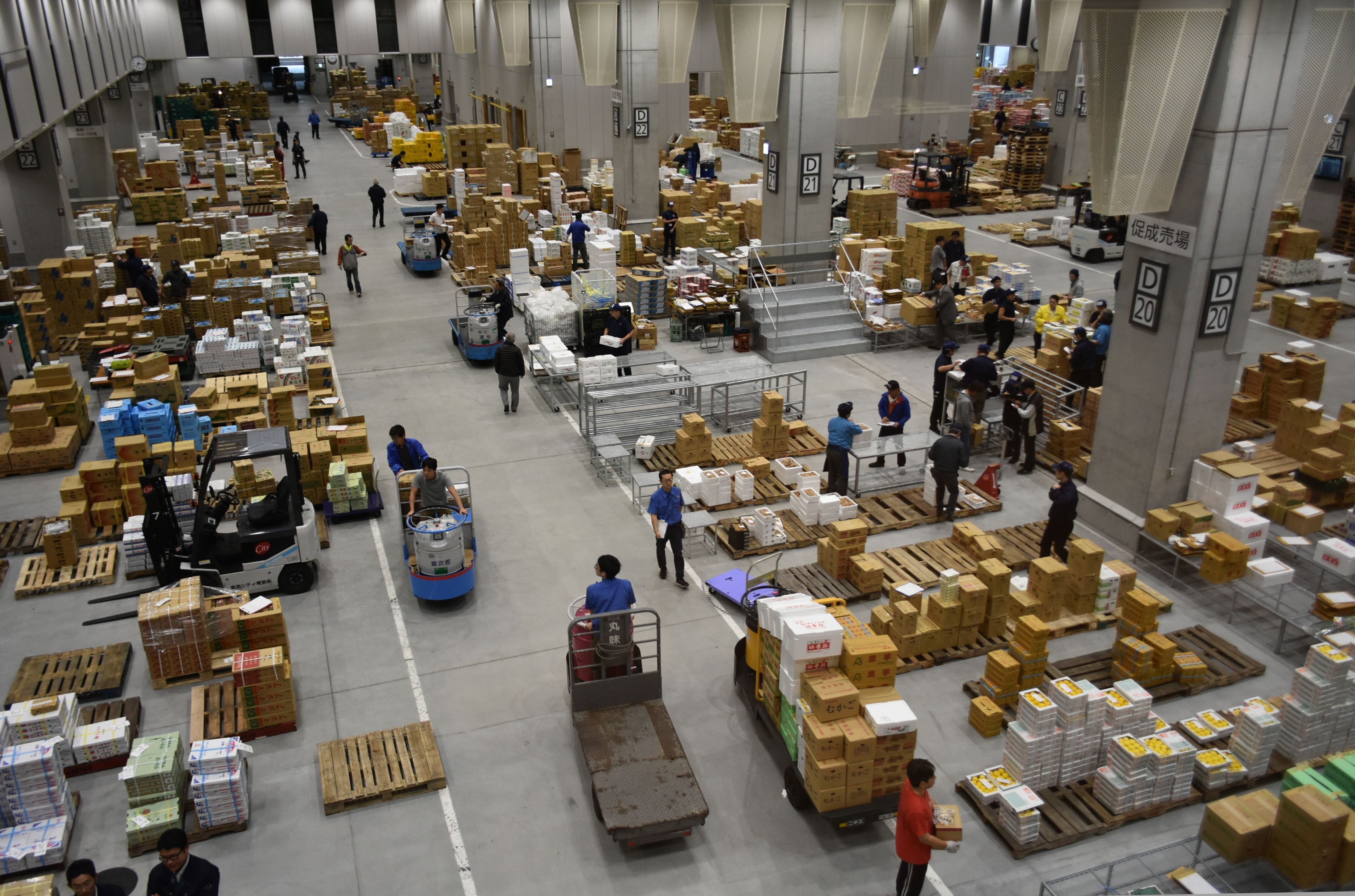
同左、促成（2018年10月15日撮影）
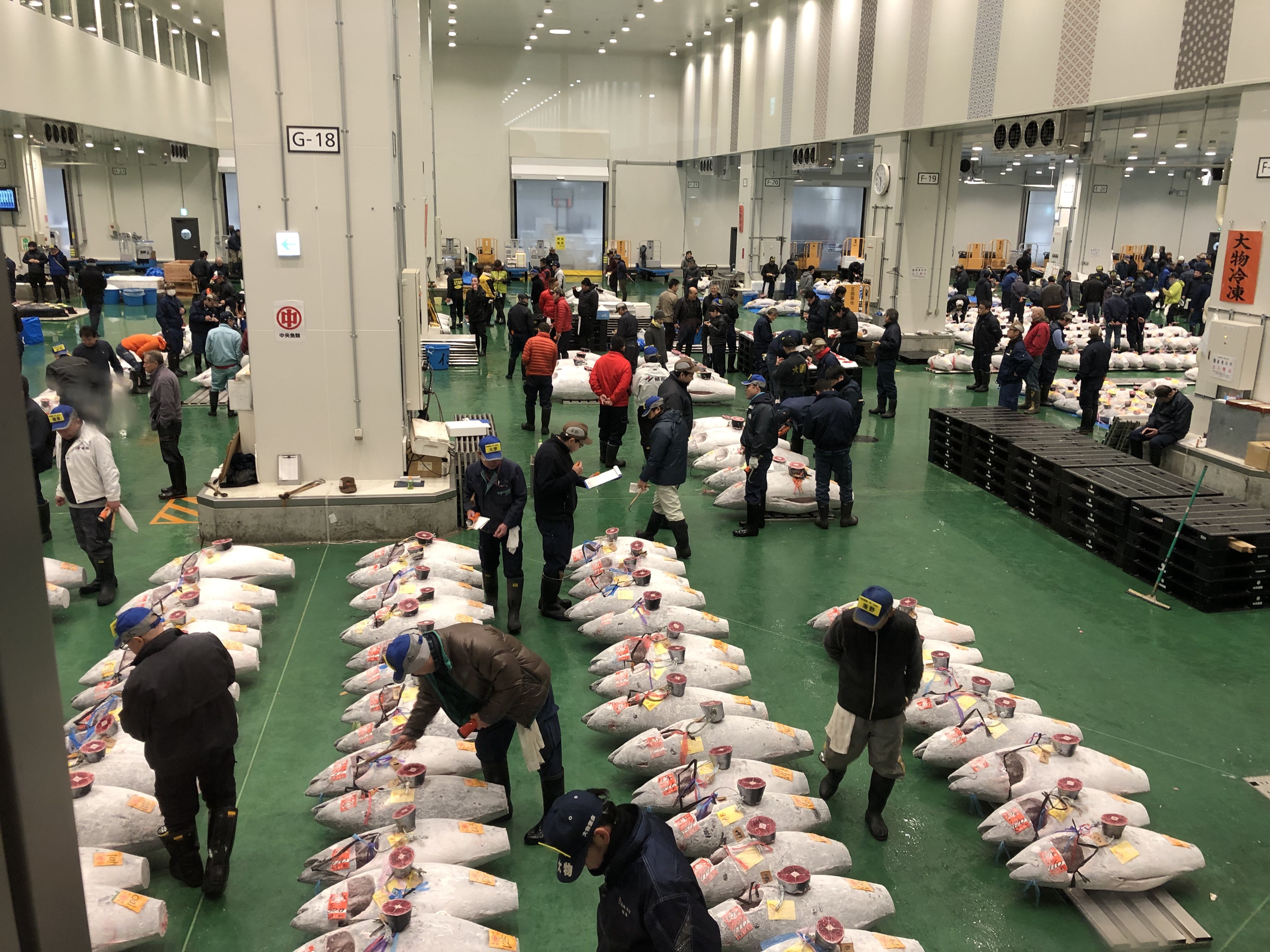
「水産卸売場棟」大物冷凍（2019年1月15日撮影）
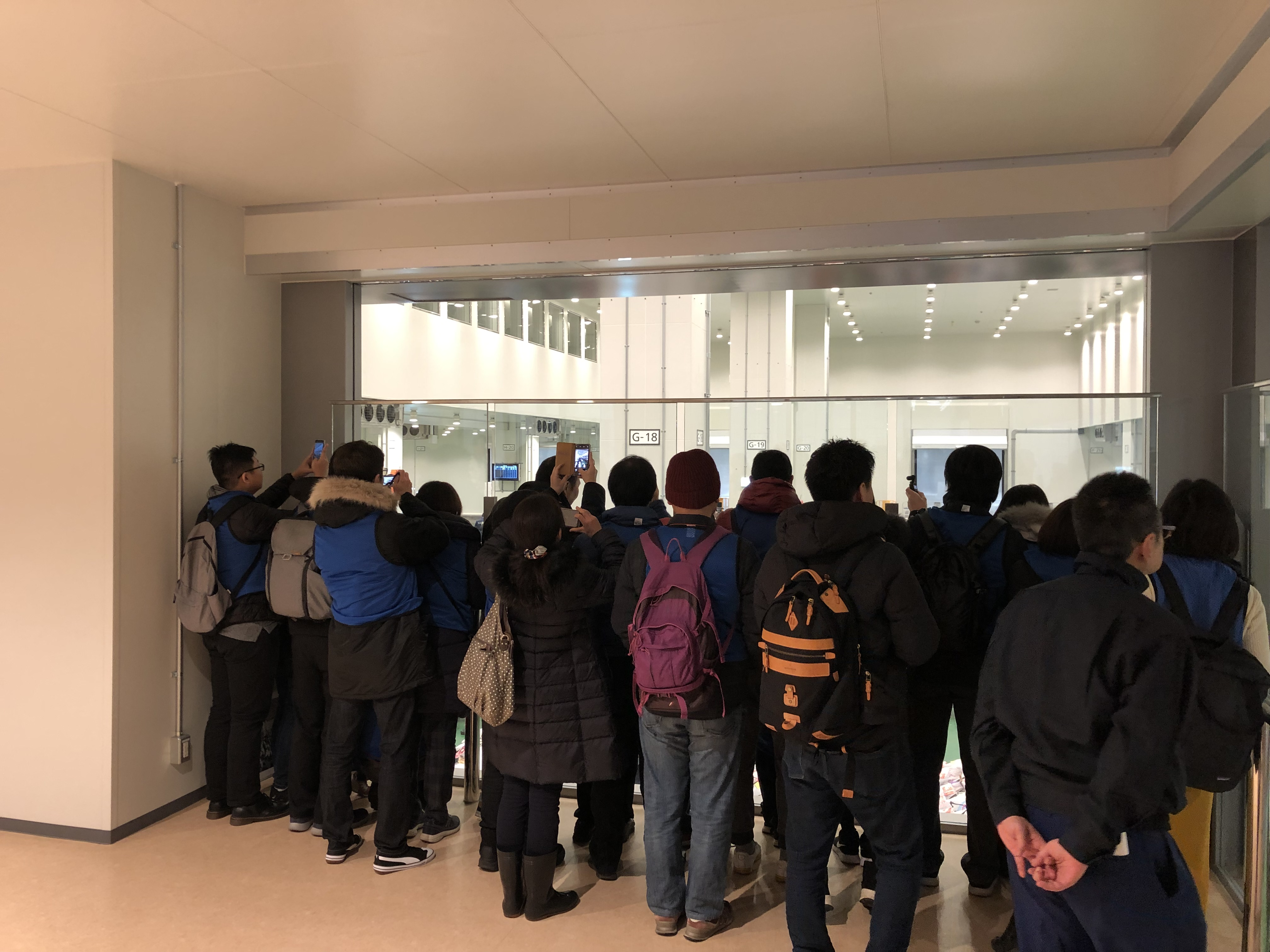
水産卸売場棟の見学者デッキ（2019年1月15日撮影）

## 参考資料
- 遠藤毅, 「東京都臨海域における埋立地造成の歴史」『地学雑誌』 東京地学協会, 113巻 6号 2004年 p.785-801, doi:10.5026/jgeography.113.6_785。

## ドキュメンタリー
- BS1スペシャル「豊洲市場　コロナ禍の5か月」（2021年2月23日、NHK-BS）[57]